# Estat d'emergència climàtica
L'estat d'emergència climàtica és una mesura adoptada per diverses entitats, ciutats i universitats com a resposta al canvi climàtic. Es tracta d'una de les mesures que proposen diversos activistes mediambientals i grups com Extinction Rebellion, Ecologistes en Acció, Joventut pel clima, Seu Birdlife, WWF Espanya, Unió Sindical Obrera o Greenpeace.
A finals de juny de 2019, més de 700 administracions (sumant les estatals, regionals i locals) de 16 països havien declarat l'emergència climàtica i la mesura era objecte de debat en llocs com Espanya, Portugal, Polònia, Índia o la República Txeca. Entre les accions planejades per les administracions implicades es troben la prohibició de venda de cotxes dièsel o gasolina a partir de 2030, l'impuls de les energies renovables, l'expansió de les xarxes de recàrrega de vehicles elèctrics, la prohibició de calderes de petroli i gas, la prohibició d'objectes de plàstic d'un sol ús o la plantació d'arbres. Algunes declaracions han estat criticades per no incloure mesures concretes.
El 2019, el mot emergència climàtica va ser triat com a neologisme de l'any en català juntament amb animalista.

## Entitats que l'han declarat

### Països
- Irlanda (9 de maig de al 2019)[2]
- Canadà (17 de juny de al 2019)[3]
- França (27 de juny de al 2019)[4]

### Regions i ciutats
- Catalunya (7 maig 2019)[5]
- Nova York[6]
- Amsterdam[7]
- Sydney[8]
- Milà
- París[9]
- Melbourne[10]
- San Cristóbal de La Laguna[11]
- Barcelona.[12]

### Universitats
- Universitat Politècnica de Catalunya[13]
- Universitat de Barcelona
- Universitat de Bristol
- Universitat de Newcastle
- Universitat Complutense de Madrid